# Michele Placido
Michele Placido (Ascoli Satriano, 1946. május 19. –) olasz színész, filmrendező, forgatókönyvíró és producer.

## Színészi pályafutása
Az itáliai Puglia tartományban született Placido 1969-ben lépett a színészi pályára. Előtte – önkéntesként – sokáig egy rendőrőrsön dolgozott, s érdekes összefüggés, hogy karrierje során tucatjával játszotta a rendőrszerepeket. Ezek közül a Polip c. sorozat Corrado Cattani felügyelője az 1980-as években tévésztárrá is tette Placidót.
A tekintélyes színházi múlttal is rendelkező színész a '70-es évek elején állt először kamerák elé a Teresa, a tolvaj (1972) c. filmben Monica Vitti partnereként. A magyar közönség az Olcsó regény (1974) című tragikomédiában láthatta először Ugo Tognazzi és Ornella Muti oldalán.
Ezt követően játszott drámában (Divina creatura), krimiben (Térdre kényszerítve), illetve feltűnt a Vad ágyak című filmben Monica Vitti, Ursula Andress és Roberto Benigni partnereként. Alakításait eddig a drámai és humoros emberábrázolás kettőssége jellemezte, mégis a komolyabb műfaj tette világsztárrá: amikor A polip című tévésorozat főszereplőjének, Corrado Cattani felügyelőnek bőrébe bújt, nemzetközi sikert produkált. A hős, akit 1984 és 1989 között, összesen 4 évadban, 25 epizódon keresztül kiválóan megformált, a mozitörténetben is legendává vált, és izgalmas karaktere összeforrt a sorozattal, a későbbiek folyamán is védjegyéül szolgált annak. A pletykák szerint Placido 5 év után azért szállt ki, mert megunhatta, hogy a közvélemény a megalkuvást nem ismerő rendőrtiszt figurájával azonosítja. A sorozat, amely 2001-ben ért véget, Placido és karaktere nélkül sokat veszített frissességéből. 1986-ban a Polip egyik rendezőjének, Damiano Damianinak Pizza Connection c. drámájában vállalt főszerepet, majd következtek a szatírák és vígjátékok: Milyen jóízűek a fehérek! (Michel Piccolival, 1987-ben), A nagy üzlet (1988). Az Örökre Mery című filmben Placido humánus pedagógust alakít, aki megpróbálja jó útra téríteni már gyerekfejjel bűnözővé váló tanítványait. Következett a L'America Enrico Lo Versóval (1994), majd a Hétköznapi hősök, amelyben Placido Silvio Novembre hadnagyként ismét a maffia ellen harcol Fabrizio Bentivoglio testőreként, ráadásul megint Szersén Gyula magyar hangján. Ezután szerepet vállalt olyan sorozatokban, mint A misszió (1998), és az Egy csaknem tökéletes apa  (2003). Öreg katonatiszt a Volt egyszer egy Szicília című történelmi alkotásban, és maga a villásfarkú Gonosz Giuseppe Tornatore rendezésében, Az idegenben (2006).

## Rendezései

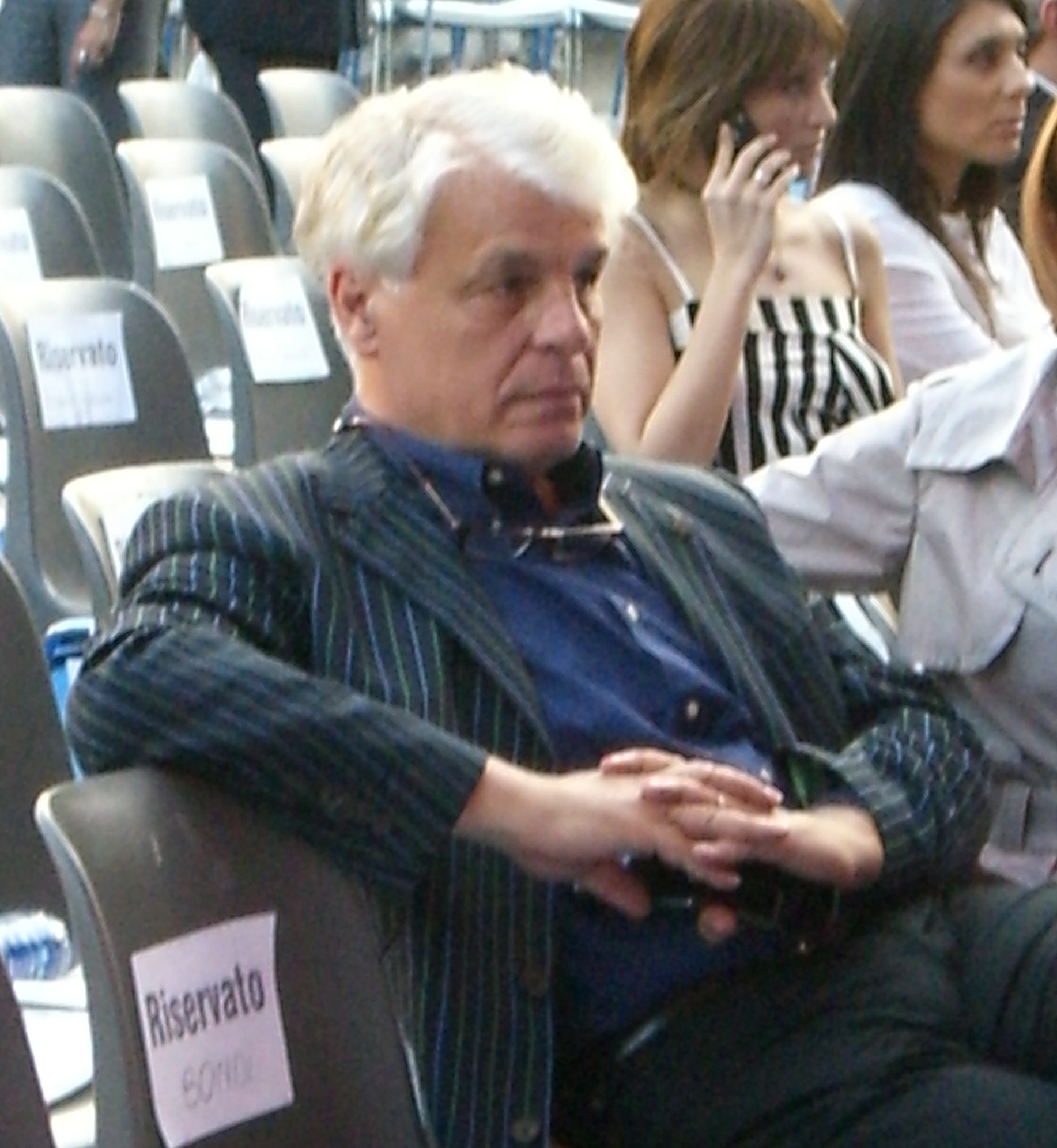
2008-ban

Placido 1990-től filmrendezőként is elismertté vált. Legutóbbi rendezésével (Bűnügyi regény), amely ismét a maffia kíméletlen világába kalauzolja a nézőket, újra jelentős sikert aratott.

## Egyéb
- Michele Placido a színészet mellett forgatókönyvíróként és producerként egyaránt ismert. Saját rendezéseinek történetét általában ő maga írja.
- Első felesége A Keresztapa c. filmben Apolloniát játszó színésznő, Simonetta Stefanelli volt, akitől 1994-ben elvált.
- Öt gyermeke van: Violante Placido (1976) színésznő, Michelangelo (1989) és Brenno (1991) az első feleségétől. Inigo (1988) egy házasságon kívüli kapcsolatából és Gabriele (2006) Federica Vincenti színésznőtől (1983), akivel 2002 óta él együtt, és akit 2012-ben vett feleségül.
- A 2006-os Velencei Filmfesztivál zsűrijének tagja volt.

## Fontosabb díjak, jelölések
Bambi-díj
- 1998 díj: Bambi

Berlini Nemzetközi Filmfesztivál
- 1979 díj: legjobb színész – Ernesto
- 2006 jelölés: Arany Medve – Bűnügyi regény

David di Donatello-díj
- 2011 jelölés: David of the Youth – Vallanzasca – Gli angeli del male
- 2007 jelölés: legjobb színész – La sconosciuta
- 2006 díj: Legjobb forgatókönyv – Bűnügyi regény
- 2006 díj: David of the Youth – Bűnügyi regény
- 2006 jelölés: legjobb film – Bűnügyi regény
- 2006 jelölés: legjobb rendező – Bűnügyi regény
- 1999 jelölés: Scholars Jury David – Del perduto amore
- 1995 díj: Special David – Un eroe borghese
- 1991 jelölés: legjobb első rendezés – Pummarò
- 1985 jelölés: legjobb színész – Pizza Connection
- 1981 jelölés: legjobb színész – Tre fratelli
- 1976 díj: Special David – Marcia Trionfale

Ezüst Szalag díj
- 1985 díj: Legjobb színész – Pizza Connection
- 2006 díj: Legjobb rendező – Bűnügyi regény

Velencei Nemzetközi Filmfesztivál
- 1998 díj: FEDIC díj – Del perduto amore